# Hørup Kirke (Als)
 For alternative betydninger, se Hørup Kirke. (Se også artikler, som begynder med Hørup Kirke)
Hørup Kirke er en kirke i Kirke Hørup på Als, ca. seks kilometer øst for Sønderborg. Kirken menes at være indviet til Sankt Jørgen.
Kirkens altertavle er sammensat af dele fra forskellige tider. De 12 apostelfigurer i midtskabet stammer således fra ca. 1425 – én af dem er udstyret med en posebog – og predellaen stammer fra 1515-1525 og fik sit nuværende predellamaleri i 1688. Nyere er derimod akantusbaldakinen – formodentlig fra 1694 – og topstykket med figurer og vinger er fra 1738.
På Museet på Sønderborg Slot findes der flere dele af kirkens middelalderlige inventar, bl.a. en 160 cm høj træfigur, der forestiller Sankt Jørgen til hest.
- Mindesten over faldne fra sognet i 1. verdenskrig
- Klokkehuset
- Portræt i kirken af Otto Franck (1702-1767), der i 37 år var præst i Hørup